# Duško Tadić
Duško Tadić (Servisch: Душко Тадић) (Kozarac, 1 oktober 1955) is een Bosnisch-Servisch politicus. Ten tijde van de Bosnische Burgeroorlog was hij een van de leiders van de Servische Democratische Partij (SDS).
Tadić is de eerste veroordeelde oorlogsmisdadiger uit de Bosnische Oorlog (1992-1995). Het Joegoslavië-tribunaal veroordeelde de Bosnische Serviër op 14 juli 1997 tot 20 jaar gevangenisstraf wegens misdaden in onder andere kamp Omarska, kamp Trnopolje en het stadje Kozarac. De straf is bevestigd in beroep op 26 januari 2000. In 2008 werd hij vervroegd vrijgelaten, nadat hij meer dan twee derde van zijn straf had uitgezeten. Hij leeft sindsdien in Servië.